# Saint-Hymer
Saint-Hymer [sɛ̃timɛʁ] ist eine französische Gemeinde mit 668 Einwohnern (Stand 1. Januar 2022) im Département Calvados in der Region Normandie. Sie gehört zum Kanton Pont-l’Évêque und zum Arrondissement Lisieux. 
Sie grenzt im Nordwesten an Reux, im Norden an Pont-l’Évêque, im Nordosten an Pierrefitte-en-Auge, im Südosten an Le Breuil-en-Auge, im Süden an Le Torquesne, im Südwesten an Formentin und im Westen an Clarbec.

## Bevölkerungsentwicklung
| Jahr      | 1962 | 1968 | 1975 | 1982 | 1990 | 1999 | 2008 | 2015 |
| --------- | ---- | ---- | ---- | ---- | ---- | ---- | ---- | ---- |
| Einwohner | 438  | 459  | 458  | 502  | 582  | 663  | 692  | 627  |

## Sehenswürdigkeiten

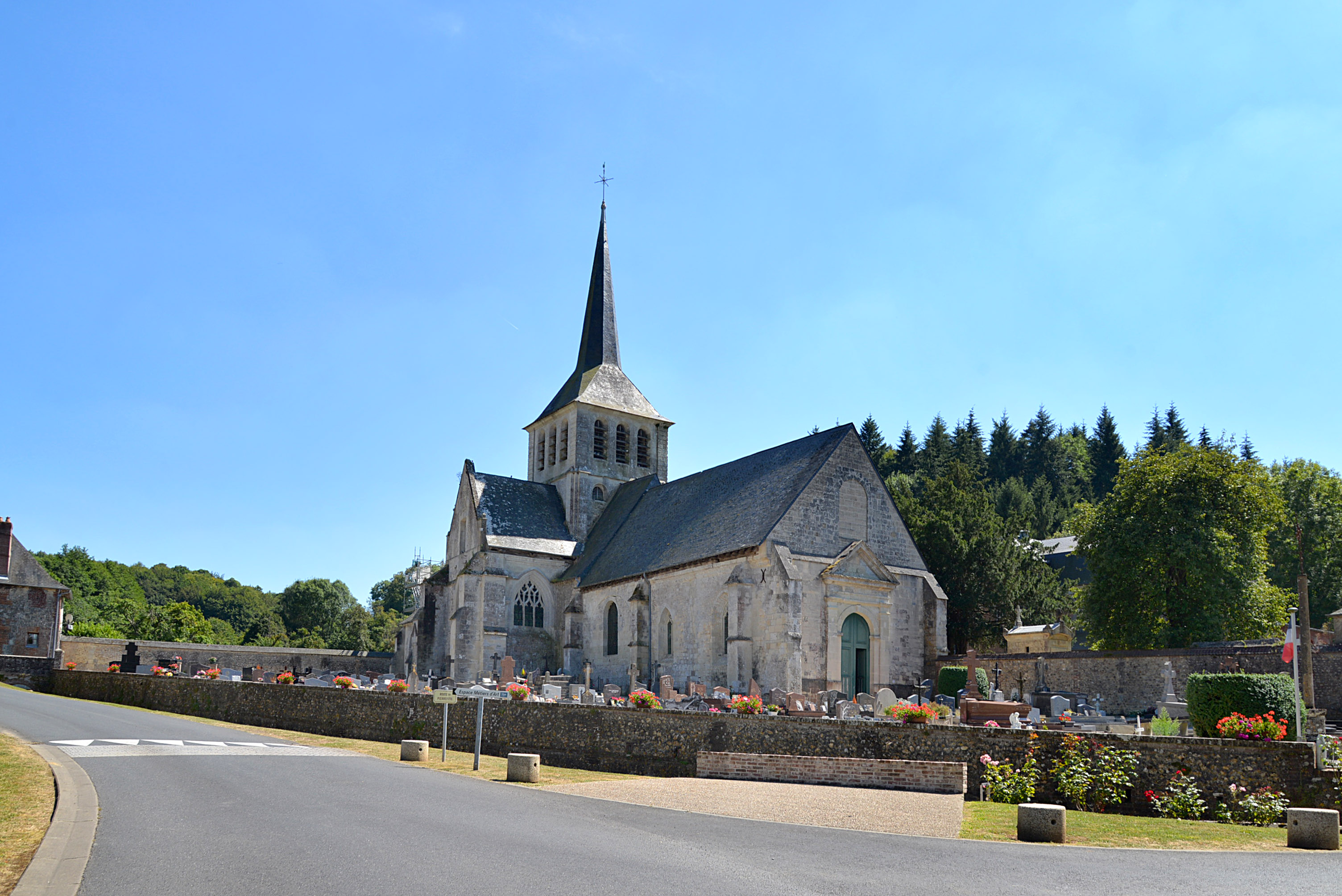
Kirche Saint-Hymer

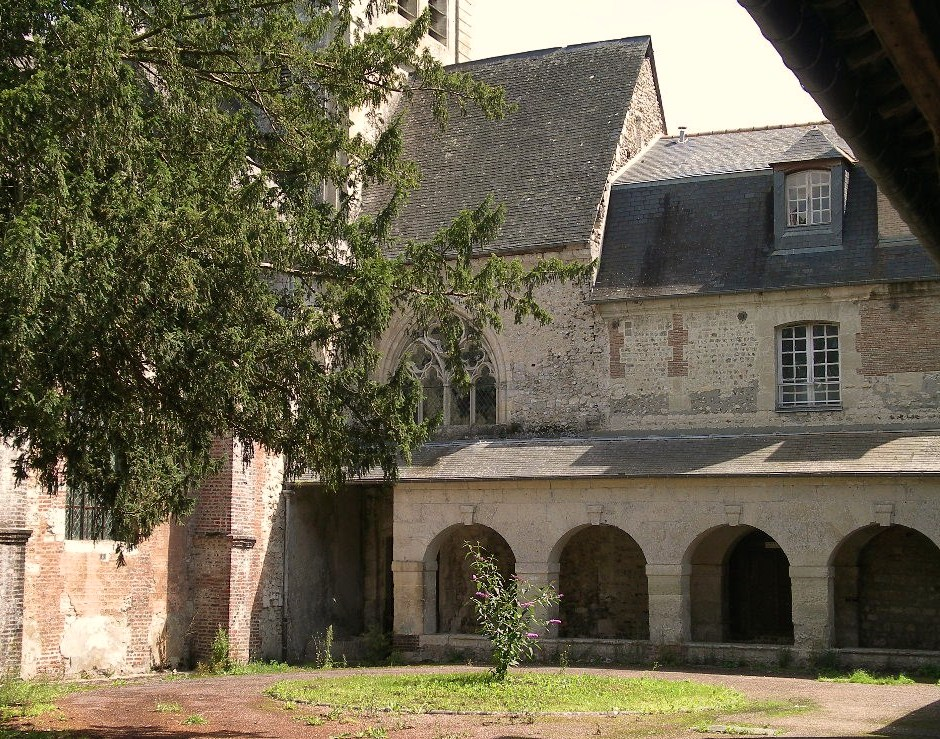
Prieuré de Saint-Hymer

- Kirche Saint-Hymer, seit 1913 als Monument historique ausgewiesen
- Prieuré de Saint-Hymer, seit 1948 Monument historique
- Kriegerdenkmal